# 翟皓
翟皓（16世紀—1658年），原名敷治，字羽侯，南直隸寧國府涇縣人，明清政治人物。

## 生平
翟皓是天啟元年（1621年）辛酉科應天鄉試第三十五名舉人，十次參加會試下第，入清後在順治九年（1652年）授婺源教諭，為人潔身自愛，教育士子著重實際，行矩方正不接受饋贈，作詩溫義敦厚，著有《寤園集》，十五年（1658年）赴考會試時去世，入祀婺源名宦祠。

## 引用
1. 1 2  民國《涇縣志·卷十八·人物》：翟皓，原名敷治，字羽侯，天啟辛酉鄉薦，十上公車不第無愠色，順治壬辰就婺源教諭，課諸士謂：「先生施教必本于不屑不潔，而和氣迎人如春風之拂萬物以故。」人樂其教，為詩溫乂敦厚，有《寤園集》，戊戌赴春闈卒，婺邑公舉崇祀名宦。 鄭志
2. ↑  民國《婺源縣志·卷十三·官師二》：清教諭……翟皓 字羽侯，涇縣人，由舉人順治十年任，狷潔謙和，課士重實，行矩先正，不責修脯，有古人風